# Les Valls de Valira
Les Valls de Valira là một đô thị trong tỉnh Lleida, cộng đồng tự trị Cataluña Tây Ban Nha. Đô thị Les Valls de Valira có diện tích là 171,3 ki-lô-mét vuông, dân số năm 2009 là 826 người với mật độ 4,82 người/km². Đô thị Les Valls de Valira có cự ly km so với tỉnh lỵ Lleida.